# 成田成寿
成田 成寿（成田 成壽、なりた しげひさ、1907年11月18日 - 1986年9月24日）は、日本の英文学者、東京教育大学名誉教授。文学博士。
新潟県出身。1932年東京文理科大学国文科卒業、福原麟太郎に師事。東京高等師範学校教授、東京文理科大教授、東京教育大学教授、定年退官し名誉教授、大妻女子大学教授。批評文学を提唱し、新しい英米文学を紹介した。

## 著書
- アーノルド 研究社 1934 (英米文学評伝叢書)
- 英吉利現代批評文学 研究社 1936
- 英国批評史 研究社英米文学語学講座 研究社 1940
- 文芸思潮史 英友叢書 興文社 1941
- アメリカ現代批評文学 金子書房 1948
- 最近イギリス文学論 研究社 1948
- 英米文学入門 金子書房 1950
- 高等英文解釈研究 研究社出版 1953
- 新・英文学  弘文堂 アテネ新書 1955
- イギリス娘 ヨーロッパ紀行 研究社選書 1955
- ハクスレー 研究社出版 1956 (新英米文学評伝叢書)
- 英米文学 論文のまとめ方と書き方 誠信書房 1956
- 英米の歴史と文学 研究社出版 1960 (英語科ハンドブックス)
- アメリカ文学思想 研究社出版 1960 (研究社新英米文学語学講座)
- 英文学 ところどころ 垂水書房 1962
- アメリカ娘 研究社出版 1963 (カレッジ・ライブラリー)
- 論文とレポート 英米文学・テーマの考え方書き方 八潮出版社 1966
- 現代イギリス・アメリカ文学 研究社出版 1971
- 批評の視点 荒竹出版 1974

## 共編著
- 絶対英文法 清成孝共著 研数書院 1952
- 英米文学名作解題 大和資雄・福田陸太郎共編 英語・英米文学講座 河出書房 1955
- 英文読解法 英文解釈の徹底的研究 山辺吉也共著 山田書院 1957
- 角川初級英和辞典 岡本圭次郎共編 角川書店 1961
- 20世紀英米文学案内17 ハックスリー 研究社出版 1967
- 英語歳時記 春夏秋冬雑 研究社出版 1968-69[1]
- 初級ニューワールド英和辞典 西脇順三郎共編 講談社 1968.12
- 英語歳時記 別巻 研究社出版 1970
- 英語世界の俗信・迷信 東浦義雄・船戸英夫共編著 大修館書店 1974
- イギリス文学史入門 創元社 1978.5
- 和英辞典 清水護と編集主幹 講談社 1976、新版1982
  - 和英辞典 同上 講談社学術文庫 1979.2

## 翻訳
- ドン・キホーテ セルバンテス 刀江書院 1949 (刀江児童文庫)
- 死の船 詩集 D・H・ロレンス 国文社 1955 (ピポー叢書)
- アメリカの現代劇 アラン・S.ダウナー 末永国明共訳 評論社 1957 (20世紀アメリカ文学研究叢書)
- ハムレット復讐せよ マイケル・イネス 早川書房 1957 (ハヤカワ・ポケット・ミステリ)
- D.H.ロレンス詩集 第6巻 最後詩集 国文社 1966
- イギリス文学史 J.マルガン/D.M.ディヴィン 八潮出版社 1968
- ベーコン随筆集 フランシス・ベーコン 角川文庫 1968
- フランシス・ベーコン「随筆集/学問の発達/ニュー・アトランティス」中央公論社 1970（世界の名著 20）、のち新装版・中公バックス[2]
  - ベーコン 随想集 中央公論新社 2014.9（中公クラシックス、新版解説一ノ瀬正樹）
- 倫敦千夜一夜 ピーター・ブッシェル 玉井東助共訳 原書房 1987.4

## 監修
- 国民常識百科事典 東京書院 1962.7 第7版

## 記念論集
- 批評-文学と言語 成田成寿教授還暦記念論文集 研究社出版 1971

## 参考
- 日本人名大事典